# Cusy

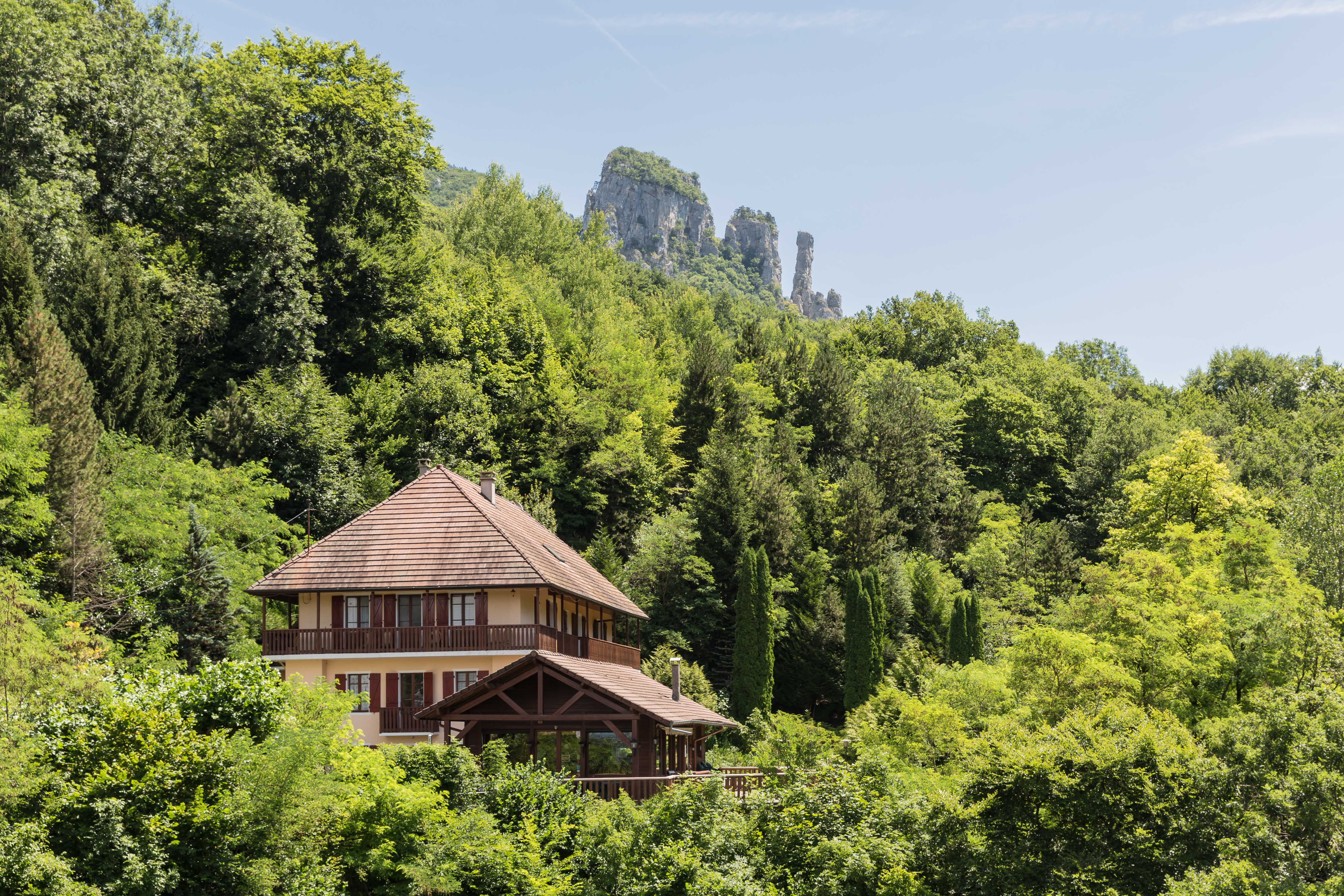

Cusy – miejscowość i gmina we Francji, w regionie Owernia-Rodan-Alpy, w departamencie Górna Sabaudia.
Według danych na rok 1990 gminę zamieszkiwało 969 osób, a gęstość zaludnienia wynosiła 56 osób/km² (wśród 2880 gmin regionu Rodan-Alpy Cusy plasuje się na 798. miejscu pod względem liczby ludności, natomiast pod względem powierzchni na miejscu 635.).